# Jurado de Responsabilidad Civil y Administrativa
El Jurado de Responsabilidad Civil y Administrativa fue un conjunto de juicios ad hoc establecidos por la Junta Revolucionaria de Gobierno de Venezuela el 27 de noviembre de 1945, durante el periodo conocido como el Trienio Adeco, encargado de establecer responsabilidades por presunto peculado de funcionarios gomecistas, lopecistas, medinistas y de allegados en administraciones previas. El Jurado analizó un total de 108 expedientes y se dictaron sentencias de restitución de bienes al patrimonio nacional por un total de Bs. 124.000.000.

## Jurado
El 27 de noviembre de 1945, la Junta Revolucionaria de Gobierno dictó el decreto número 64, estableciendo el Jurado de Responsabilidad Civil y Administrativa con la finalidad de establecer «responsabilidad de las personas naturales o jurídicas, que por sí o por intermedio de terceros, directa o indirectamente, hayan cometido, con intención o por negligencia o por imprudencia, actos o hechos, perjudiciales a la cosa pública, o se hayan enriquecido sin causa, en beneficio propio o ajeno, prevalidos de la influencia indebida de quienes ejercieron funciones públicas» durante las administraciones del dictador Juan Vicente Gómez, de Eleazar López Contreras y de Isaías Medina Angarita.
El decreto también estableció la pérdida total o parcial de los bienes del encausado o sus herederos, aunque estuviesen en manos de terceros. El Jurado quedó integrado por Fernando Peñalver, Francisco Gutiérrez (teniente), Luis Ramírez (alférez de navío), José Ignacio Olivares (presbítero), Salvador de la Plaza, Antonio Sotillo Arreaza y Luis Hurtado.
Los procesos fueron supervisados por el nuevo procurador general, Rafael Caldera. A muchos de los procesados, incluyendo a exiliados, se les congelaron las cuentas bancarias y confiscaron las casas. El 16 de febrero de 1946, la Junta Revolucionaria de Gobierno decidió, mediante el decreto número 186, incorporar al patrimonio nacional los bienes y derechos provenientes de las sentencias de los juicios con el objetivo de darles un destino útil a la comunidad. El decreto también establecía que dichos bienes no podían ser comprados por ningún funcionario público, director o miembro de las directivas de las instituciones, ni directamente ni por personas interpuestas. Los juicios por peculado analizaron un total de 108 expedientes y se dictaron sentencias de restitución de bienes a la Nación por un total de Bs. 124.000.000. Entre las sentencias se incluía la condena el 8 de junio de 1946 contra tres administradores de la petrolera «Compañía de Gómez».

## Reacciones
El Jurado de Responsabilidad Civil y Administrativa formó parte de la justificación histórica de la Junta de Gobierno, debido a que una de las razones principales para justificar el golpe de Estado de 1945 fue la de detener a una serie de gobiernos corruptos. Sin embargo, los juicios profundizaron las divisiones políticas en el país y fueron vistos como una expresión retaliativa. El presidente de la junta de gobierno, Rómulo Betancourt, fue acusado de crear tribunales de excepción y de aprovechar la oportunidad para desprestigiar a sus adversarios políticos. Varios de los afectados por el Jurado se unirían a los críticos del gobierno posterior de Rómulo Gallegos.
Juan Serafín Penzini Hernández, individuo de Número de la Academia de Ciencias Políticas y Sociales y exministro de Relaciones Interiores de Isaías Medina Angarita, escribió: «Se llegó al extremo inaudito de juzgar y condenar a los generales López Contreras y Medina Angarita, por delito de peculado, ante un Jurado de Responsabilidad Civil y Administrativa, tribunal ad-hoc donde se anulaba el derecho de defensa, se alteraba el mérito de las pruebas y se modificaba el proceso de sustanciación y de sentencia en los juicios en perjuicio manifiesto de los juzgados por esa ley ex-pos-facto, dictada por Acción Democrática».
Años después de los juicios, varios de los integrantes de la Junta Revolucionaria de Gobierno expresaron su arrepentimiento por los excesos del Jurado, sobre todo de aquellos cometidos en contra de personas de honorabilidad demostrada.